# Point Alison
Point Alison est un village d'été (summer village) du Comté de Parkland, situé dans la province canadienne d'Alberta.

## Démographie
En tant que localité désignée dans le recensement de 2011, Point Alison a une population de 15 habitants dans 8 de ses 31 logements, soit une variation de 0 % avec la population de 2006. Avec une superficie de 0,161 5 km2, le village d'été possède une densité de population de 92,879 3 hab/km2 en 2011.
Concernant le recensement de 2006, Point Alison abritait 15 habitants dans 6 de ses 24 logements. Avec une superficie de 0,161 5 km2, Point Alison possédait une densité de population de 92,9 hab/km2 en 2006.
| 2001 | 2006 | 2011 | 2016 |
| ---- | ---- | ---- | ---- |
| 10   | 15   | 15   | 10   |